# Nordlåsbräken
Nordlåsbräken eller fjällåsbräken (Botrychium boreale) är en art i familjen låsbräkenväxter i växtdivisionen ormbunksväxter.
Nordlåsbräken i norra Sverige från Dalälven norrut. Arten är ganska sällsynt. Den växer mest på torr kalkrik mark. Första fynduppgift är från Umeå och publicerades 1865. 